# Scaphoideini
Los escafoideínos (Scaphoideini) son una tribu de hemípteros auquenorrincos de la familia Cicadellidae. Tiene los siguientes géneros.

## Géneros
- Acunasus - Osbornellus - Scaphoideus - Sincholata - Soleatus[1]